# Velika loža Jugoslavije
Velika loža starih i prihvaćenih slobodnih zidara Srbije (srps. Велика ложа старих и прихваћених слободних зидара Србије), odnosno Velika loža Srbije (Велика ложа Србије), skraćeno VLS, je tradicionalna slobodnozidarska velika loža u Srbiji. Osnovana je 1990. godine kao Velika loža Jugoslavije (Велика ложа Југославије). Prva je velika loža osnovana na području socijalističke Jugoslavije nakon demokratskih promjena i ukidanja zabrane slobodnozidarskog organiziranja.
Iz ove velike lože proizašle su danas dvije najveće velike lože u Srbiji, Regularna velika loža Srbije (1993.) i Velika nacionalna loža Srbije (1997.)

## Povijest

### Velika loža Jugoslavije: 1990. – 2011.
Obnova djelovanja srpskih slobodnih zidara započela je s demokratskim promjenama kada je stvoren teren za njihov rad. U ožujku 1989. godine registriraju se tri lože u Beogradu: "Pobratim", "Sloga, rad i postojanstvo" i "Maksimilijan Vrhovac". Ubrzo dolazi i do osnivanja velike lože koja je osnovana 23. lipnja 1990. godine kao Velika loža Jugoslavije unošenjem svjetla od strane Ujedinjene velike lože Njemačke. Prvi velik majstor ove velike lože bio je Zoran Nenezić.
Velika loža Jugoslavije je utmeljila tri lože u Bugarskoj koje su 5. prosinca 1992. godine zajedno osnovale Veliku ložu Bugarske.
Godine 1993. veliki dio članstva se izdvaja i osniva Regularnu veliku ložu Jugoslavije (današnja Regularna velika loža Srbije), koju će nekoliko godina kasnije priznati Ujedinjena velika loža Engleske.
Loža "Ivanjski vijenac" osnovana je u Srijemskoj Mitrovici u studenom 1994. godine, dok je Loža "Mitropolit Stratimirović" osnovana u listopadu 1995. godine u Novom Sadu. Loža "Đorđe Weifert" osnovana je u proljeće 1996. godine u Beogradu, dok je Loža "Njegoš" osnovana u siječnju 1997. godine u Kotoru.
Godine 1997. veliki dio članstva se izdvaja i osniva Veliku nacionalnu ložu Jugoslavije (današnja Velika nacionalna loža Srbije), koju će nekoliko godina kasnije priznati Velika loža Francuske.
Godine 2003. oko stotinu članova prelazi u Regularnu veliku ložu Jugoslavije. U to vrijeme dolazi i do raspuštanja Velike lože Jugoslavije.

### Velika loža Srbije (od 2011.)
Na Skupštini održanoj 27. lipnja 2011. godine Velika loža mijenja naziv u skladu s nazivom države te novi naziv glasi: Velika loža starih i prihvaćenih slobodnih zidara Srbije, skraćeno Velika loža Srbije.
Godine 2016. osnovana je Loža "Fruška Gora".

## Ustroj
Sjedište Velike lože Srbije je u Beogradu.

### Lože
U prosincu 2024. godine, pod zaštitom Velike lože Srbije danas rade četiri lože:
- Loža "Pobratim" (Ложа "Побратим") br. 1, Beograd – nosi naziv po beogradskoj loži utemeljenoj 1891. godine.
- Loža "Sloga, rad i postojanstvo" (Ложа "Слога, рад и постојанство") br. 2, Beograd – nosi naziv po beogradskoj loži utemeljenoj 1883. godine.
- Loža "Maksimilijan Vrhovac" (Ложа "Максимилијан Врховац") br. 3, Beograd – nosi naziv po zagrebačkom biskupu i slobodnom zidaru Maksimilijanu Vrhovcu, kao i po zagrebačkoj loži utemeljenoj 1913. godine.
- Loža "Fruška Gora" br. 4[b] – nosi naziv po planini Fruška gora smještenoj na području Vojvodine.

Pod okriljem Velike lože Jugoslavije radile su sljedeće lože u Beogradu, Srijemskoj Mitrovici, Novom Sadu i crnogorskom gradu Kotoru:
- Loža "Šumadija", Beograd – nosila naziv po beogradskoj loži utemeljenoj 1910. godine.
- Loža "Svjetlost Balkana Garibaldi", Beograd – nosila naziv po beogradskoj loži utemeljenoj 1876. godine te talijanskom revolucionaru i slobodnom zidaru Giuseppeu Garibaldu.
- Loža "Ivanjski vijenac", Srijemska Mitrovica – nosila naziv po vijencu napravljenom od Ivanjskog cvijeća kojeg pravoslavni Srbi po običaju stavljaju na Ivanjdan na vrata svojih kuća.
- Loža "Mitropolit Stratimirović", Novi Sad – nosila naziv po karlovačkom metropolitu i slobodnom zidaru Stefanu Stratimiroviću, kao i po novosadskoj loži utemeljenoj 1924. godine.
- Loža "Đorđe Weifert", Beograd – nosila naziv po bankaru i slobodnom zidaru Đorđu Weifertu, prvom velikom majstoru Velike lože "Jugoslavija".
- Loža "Njegoš", Kotor – nosila naziv po crnogorskom državnom i crkvenom poglavaru, književniku i slobodnom zidaru Petru II. Petroviću Njegošu.

### Uprava
Velikom ložom Srbije upravlja veliki majstor koji se bira na trogodišnje razdoblje. Veliki majstori bili su:
- Zoran Nenezić (1990. – 1996.)
- Milan Lajhner (v.d., 1996 – 1997.)[c]
- Aleksandar Bogdanić (od 2021.)

### Obredi
Primarni obred Velike lože Srbije je Schröderov obred. Velika loža upravlja simboličkim stupnjevima plave lože (učenik, pomoćnik i majstor) i delegira upravljanje visokim stupnjevima na dodatna tijela i redove.

## Pridružena tijela i redovi
Upravljanje visokim masonskim stupnjevima Velika loža Jugoslavije provodila je kroz pridružena tijela i redove od kojih svaki predstavlja jedan obred a na temelju potpisanih konkordata.
- Vrhovni savjet Škotskog reda Jugoslavije (Врховни савет Шкотског реда Југославије)  – nadležno za rad Drevnog i prihvaćenog škotskog obreda.

### Škotski red
Vrhovni savjet Škotskog reda Jugoslavije bio je dodatni red nadležan za visoke stupnjeve Škotskog obreda. Uspostavljen je 1991. godine u Pragu pod pokroviteljstvom Vrhovno vijeće SAD, južne jurisdikcije. Veliki zapovjednici (suvereni komanderi) Vrhovnog savjeta Jugoslavije bili su Zoran Nenezić (1991. – 1996.), Lazar Ristovski (1996. – 1997.) i Ivan Draškoci (1997.).

## Poznati članovi
- Silvije Degen, hrvatski odvjetnik i političar[11][12][13]
- Asim Kurjak, hrvatski liječnik[12][13]
- Zlatko Mateša, hrvatski političar i sportski djelatnik[12][13]
- Zoran Nenezić, srpski novinar i publicist
- Branko Šömen, slovenski i hrvatski književnik i publicist[14]